# Johnny Mack Brown
Johnny Mack Brown (ur. 1 września 1904, zm. 14 listopada 1974) – amerykański futbolista i aktor.

## Filmografia
- 1927: Slide, Kelly, Slide
- 1928: Nasze roztańczone córki
- 1928: Władczyni miłości jako David Furness
- 1929: Kokietka
- 1933: Syn żeglarza jako Książę
- 1940: Prawo i porządek jako Bill Ralston
- 1949: Western Renegades jako Johnny Mack Brown
- 1952: Dead Man's Trail jako Johnny
- 1966: Apache Uprising jako Ben Hall, szeryf

## Wyróżnienia
Posiada swoją gwiazdę na Hollywoodzkiej Alei Gwiazd.